# Tata-Somba

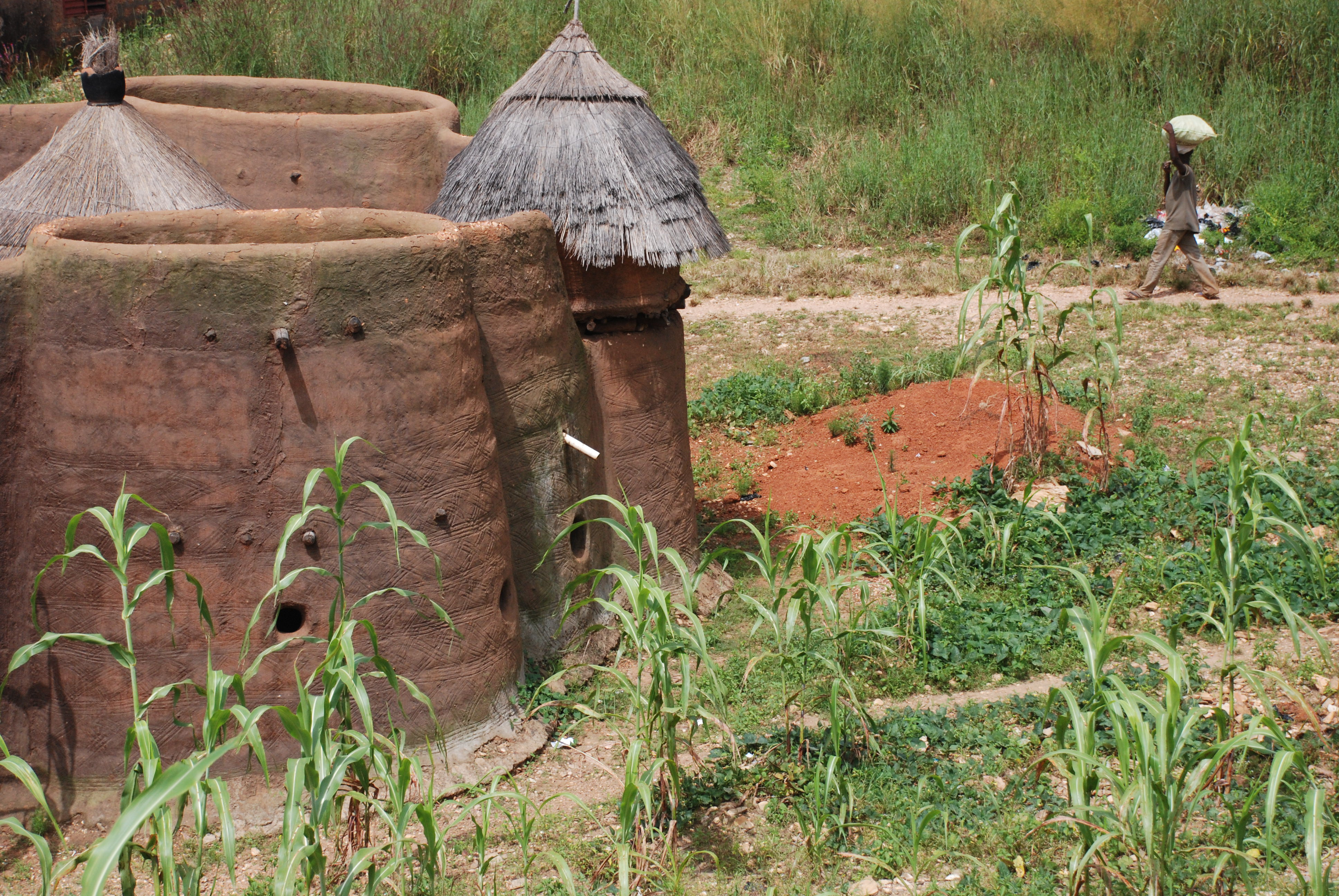
Tata Somba Museum/Restaurant am Stadtrand von Natitingou

Tata-Somba sind die traditionellen burgartigen Behausungen der Somba. Früher schützten sie die Bewohner vor wilden Tieren und allfälligen Angreifern.
Die Tata-Somba sind immer gleich aufgebaut – zweistöckig, wobei im unteren Stock die Tiere (Geflügel, Ziegen) leben und wo sich auch das Lager und die Küche befinden. Eventuell leben auch die alten Menschen der Familien im unteren Stock, da sie die Leiter in den zweiten Stock nicht mehr hinaufkommen.
Im oberen Stock befindet sich das Zimmer des Vaters. Es ist an der Südseite des Hauses und mit Abstand das größte von allen Zimmern. Die Frau und die Kinder leben im selben Zimmer. Falls die älteren Menschen die Leiter noch hinaufkommen, leben sie auch im oberen Stock. Jedes Familienmitglied hat einen Getreidespeicher. Das Leben am Tage spielt sich vorwiegend auf der Zwischenterrasse ab.
Vor jedem Tata befindet sich ein den Voodoo-Geistern gewidmeter Altar zur Abwehr des Bösen.
Wenn Kinder 13 Jahre alt sind, wird es für sie Zeit, ein eigenes Tata zu errichten. Von ihrer Burg schießen sie einen Pfeil ab; am Ort des Auftreffens wird ein Bäumchen gepflanzt. Gedeiht dieses Bäumchen dort gut, können sie an diesem Ort ihre eigene Burg errichten.

## Weblink
- Skizze und kurze Beschreibung (engl.) (Memento vom 18. Dezember 2013 im Internet Archive)